# 河岛
河島（又稱河中島或河心岛，古稱州、洲），即指位在河流中間的島嶼，它由河道的变化所造成。例如在巴西的巴納納爾島就位在河的中央。